# Desetiramenatci
Desetiramenatci (Decapodiformes) je nadřád hlavonožců, jehož zástupci se vyznačují přítomností 10 končetin. Vedle 8 ramen disponují i 2 dlouhými chapadly. Tato 2 dlouhá chapadla u některých druhů několikanásobně přesahují délku těla a slouží jako jakési rybářské udice, kterými jejich majitelé loví kořist. U jiných druhů jsou chapadla naopak krátká a svalnatá a mohou být rychle vystřelována vpřed s cílem polapení úlovku.

## Taxonomie
Desetiramenatci se řadí do třídy hlavonožců. Fylogenetické vztahy v rámci desetiramenatců jsou  stále předmětem vědeckých debat. Nadřád desetiramenatců se tradičně dělí do následujících čtyř řádů:
- krakatice (Teuthida) Naef, 1916
- sépie (Sepiida) Zittel, 1895
- sepioly (Sepiolida) Naef, 1916
- spirálovci (Spirulida) Haeckel, 1896

Allcock (2017) vedle výše vyjmenovaných považuje ještě za klíčové linie i klady Myopsida, Idiosepiidae (sepiovkovití), Oegopsida, Bathyteuthidae.